# 세르지우 히카르두 두스 산투스 주니오르
세르지우 히카르두 두스 산투스 주니오르(포르투갈어: Sérgio Ricardo dos Santos Júnior, 1990년 12월 3일 ~ )는 세르지뉴(포르투갈어: Serginho라는 이름으로 알려져 있는 브라질의 축구 선수이다. 현재 마쓰모토 야마가 소속이다.